# Girl 2 Lady
Girl 2 Lady è il secondo album della cantante giapponese J-pop Beni, pubblicato il 22 febbraio 2006 dalla Avex Trax. L'album è arrivato alla novantatreesima posizione della classifica Oricon degli album più venduti in Giappone, ed ha venduto circa 4 000 copie.

## Tracce
CD
1. THE POWER
2. wake up
3. Heart 2 heart
4. Cherish
5. FLASH (feat. KOHEI JAPAN)
6. Hikari no Kazu Dake Glamorous (光の数だけグラマラス)
7. into the sky
8. SECRET LOVER
9. Taiyou ga Tsuki wo Terashite (太陽が月を照らして)
10. Koi Meguri (恋めぐり; Rotation Of Love)
11. FLASH FLASH (feat. KOHEI JAPAN)
12. Come Close to Me

DVD
1. Miracle (PV)
2. Hikari no Kazu Dake Glamorous (光の数だけグラマラス) (PV)
3. Cherish (PV)
4. Beni TV Special